# Гольшанський Юрій Семенович
Юрій Гольшанський герба Гіпоцентавр (лат. Georgij Syemionowicz; бл. 1410 — бл. 1457) — литовсько-руський православний князь, син Семена Івановича. Починальник дубровицької гілки Гольшанських. 
Уперше зринає під час династичної війни 1432–38 років як прибічник Сигізмунда Кейстутовича й гарант Берестейського «вічного миру» з Тевтонським орденом (31 грудня 1435). Він успадкував високе становище батька, хоча його брат Данило у битві під Вількомиром виступив на стороні Свидригайла. 
Після вбивства Сигізмунда 20 березня 1440 р. Юрій Семенович скликав в Гольшанах збори пани-ради, яка одностайно обрала Казимира Ягелончика великим князем і відправила посланців до Польщі з запрошенням того на віленський престол. Відтак вельможі стрітили юного королевича в Бересті і супроводили до столиці. Ю. Гольшанський подибується в його оточенні: 7 квітня 1441 підписав привілей Казимира про надання Вільні магдебурзького права, в січні 1446 року їздив на Пйотрківський сейм, а 25 червня 1447 був присутній на коронуванні Ягеллончика як польського монарха. 
У травні 1448 Юрій Семенович з'явився на генеральному сеймі в Любліні, а 21 серпня 1453 — на сеймі в Парчеві. 1456 р. він долучився до опозиції, що бажала обрати великим князем Семена Олельковича.  
Разом з братами володів Гольшанами, Глуськом, Дубровицею, Степанню, Горбаковом, Романовим у Оршанському повіті, Станьковим і Житіном у Мінському повіті, Свіранами. Шешолами і Кроштами у Литві та ін. 
Дружина — Юліана. Діти:
- Іван,
- Юліана,
- Олександр,
- Василь,
- Семен,
- Юрій,
- Анна — друга дружина Мартина Гаштовта.